# Facade (udtryk)
 For alternative betydninger, se Facade. (Se også artikler, som begynder med Facade)
Facade er et udtryk, der bruges i sammenhæng, af at en person giver sig ud for at have en personlighed, personen oprindeligt ikke har. I kortere træk – Man spiller en rolle, for at give et indtryk på andre folk.
| Sprog | Spire Denne artikel om sprog er en spire som bør udbygges. Du er velkommen til at hjælpe Wikipedia ved at udvide den. |